# Reynaldo Gianecchini
Reynaldo Cisotto Gianecchini Júnior est un acteur et mannequin brésilien, né à Birigui, au Brésil, le 12 novembre 1972.  
Sa carrière a débuté en 2000.